# Alexandru Borza
Alexandru Borza (n. 21 mai 1887, Alba Iulia, Austro-Ungaria – d. 3 septembrie 1971, Cluj, România) a fost botanist, întemeietorul Grǎdinii Botanice din Cluj și al geobotanicii din România, membru (post-mortem) al Academiei Române precum și preot român unit (greco-catolic), protopop onorar al Clujului. A fost printre primii specialiști europeni care au făcut cercetări sistematice în etnobotanică.

## Tinerețea
Alexandru Borza s-a născut la Alba Iulia, într-o familie de români greco-catolici. Tatăl său, Ignat Borza, a fost subofițer în armata austro-ungară în cadrul serviciului de intendență (aprovizionare). Ignat Borza  s-a nǎscut în satul Berchiș (jud. Cluj), sat căruia autoritățile române i-au dat în anul 1922 numele - în cinstea  sa - de „Borzești”. Ulterior, părinții s-au mutat definitiv la Turda.
Alexandru Borza a fost îndrăgostit de natură încă din școala primară, această admirație devenind o prezență constantă în viața lui. În 1902, pe când se afla la Roma, a devenit fascinat de vegetația mediteraneană. Ulterior, el și-a susținut examenul de maturitate (bacalaureat) la Liceul romano-catolic din Alba Iulia și și-a propus să devină profesor de științe naturale la Liceul greco-catolic din Blaj. În acest sens, urmează Seminarul Central Catolic din Budapesta (1904-1908) și apoi, din 1908, Facultatea de Științe din Budapesta, obținând licența în 1911, iar ulterior doctoratul în științe naturale („summa cum laude”), în 1913, acesta fiind intitulat "Studii asupra genului Cerastium din spațiul carpatic și balcanic".

## Activitatea

### Activitatea didactică
Înainte de perioada în care a fost activ la Universitatea din Cluj, Alexandru Borza a predat la gimnaziul de la Blaj, unde a activat până la Primul Război Mondial, când a fost deportat la Oradea. 
Tot în această perioadă a efectuat și stadii de cercetare la Universitatea din Breslau (Wrocław, Polonia) și la Berlin, sub îndrumarea profesorilor Adolf Engler și Ludwid Diels. La cursurile de la Breslau și Berlin, Alexandru Borza a stabilit contacte cu alți tineri cercetători din Japonia și India.
În această perioadă a pregătirii sale academice și profesionale, Borza a intrat în contact cu abordările metodologice și direcțiile de cercetare din domeniul botanicii, fiind printre primii specialiști europeni care au făcut cercetări sistematice în etnobotanică. 
A fost până în 1919 profesor de științe naturale la Liceul de Băieți din Blaj, iar după aceea profesor de botanică la Universitatea din Cluj (1919-1947).
Alexandru Borza a fost prodecan (1919-1921) și decan (1935-1938) al Facultății de Științe. De asemenea, a ocupat funcția de rector al Universității din Cluj (1944-1945).

### Activitatea științifică
La Cluj a desfășurat, timp de aproape trei decenii, o activitate amplă, întemeind publicații științifice, fondând (în 1923) și conducând Institutul Botanic. A fondat în anul 1920 Grădina Botanică din Cluj (care îi poartă numele începând cu anul 1991) și Muzeul Botanic.
Între anii 1921 și 1947 a fost redactor al Buletinului Grădinii Botanice, Muzeului Botanic și al Institutului Botanic de la Universitatea din Cluj, al Buletinului Comisiei Monumentelor Naturii și al publicației „Ierbarul de schimb al Grădinii Botanice”.
Înainte de amenajarea Grădinii Botanice din Cluj, vizitează grădini botanice din Australia, Franța, Elveția, Anglia, Cehoslovacia.
Tot la inițiativa sa a fost înființat Parcul Național Retezat, primul parc național românesc, avându-l alături pe Emil Racoviță.
Împreună cu un grup de profesori, ofițeri, ziariști, oameni de litere și politicieni, a ajutat la pornirea mișcării de cercetași din România și la dezvoltarea organizației Cercetașii României. 
În anii 1920-1924, Alexandru Borza a purtat corespondențe cu câțiva editori și librari străini, care îi furnizau literatură de specialitate din domeniul botanicii sistematice, Mulți dintre acești furnizori de carte științifică proveneau din spațiul german și expediau la Cluj lucrări publicate în mediul academic german. Principalul furnizor de literatură de specialitate din Germania a fost editura Theodor Oswald Weigel, din Leipzig. Tot pe această cale, luată în sens opus, Borza a expediat volume românești în Germania.
În anul 1926, Alexandru Borza a participat la Congresul Internațional de Botanică de la Ithaca, Statele Unite ale Americii. În cadrul Congresului, a susținut două prezentări referitoare la vegetația din Insula Șerpilor, respectiv la protecția naturii din România. O altă etapă a Congresului a fost realizarea unei excursii prin parcurile naturale Yellowstone și Rocky Mountains din Statele Unite, la care a participat și Alexandru Borza
Un dicționar etnobotanic publicat de el cuprinde nu mai puțin de 11.000 de nume românești de plante, față de cele 5.000 înregistrate anterior de botanistul Zaharia Panțu. A avut contribuții importante în determinarea unor specii de plante din România, fiind autorul unui mare inventar floristic, întocmit în perioada 1947-1949. 
Prin ocrotirea unor specii rare și prin decretarea de asociații vegetale a unor monumente ale naturii (Cheile Turzii. Pădurea de castani de la Tismana, Scărișoara-Ghețarul, Râpa Roșie și Fânețele Blajului), este considerat întemeietorul școlii românești de geobotanică.
Alexandru Borza a organizat primul Congres al Naturaliștilor din România (1931) și a fost președinte al Comisiei Monumentelor Naturii (1938). De asemenea, a inițiat o lege pentru ocrotirea naturii, votată în 1930 de către Parlamentul României.
A fost membru al unui mare număr de societăți științifice române și străine.
A fost membru fondator al Academiei de Științe din România.
În 1958, a fost invitat de Academia de Științe a R. P. Chineze, unde a fost omagiat ca „cel mai vechi cercetător european în viață al florei chineze” (oamenii de știință chinezi cunoșteau lucrarea sa din 1914).
După 1969, a devenit membru la o serie de academii și societăți științifice din diferite state, precum Elveția, Finlanda, Franța, Germania.
Om de mare cultură, s-a ocupat de asemenea de arheologie și istorie, studiindu-le cu pasiune. Patrimoniul cultural românesc îi datorează, între altele, identificarea unor manuscrise de mare importanță ale lui Gheorghe Șincai, reprezentant de seamă al Școlii Ardelene.

### Activitatea politică
Alexandru Borza a participat la Actul Marii Uniri, în calitate de secretar al Consiliului Național Român din Blaj și ca delegat din partea Casinei Române din Blaj la Marea Adunare Națională Română de la Alba Iulia din 1 Decembrie 1918. Astfel, s-a aflat în rândul cărturarilor ardeleni care la 1 decembrie 1918 au participat la votarea unirii Transilvaniei cu România de la Alba Iulia. A fost arestat scurt timp după venirea la putere a comuniștilor în 1948.
Preot greco-catolic, mai apoi protopop onorar greco-catolic al Clujului, Alexandru Borza a  fost, în perioada interbelică, și președinte al Asociației Generale a Românilor Uniți (AGRU) din Eparhia greco-catolică de Cluj-Gherla. 

## Opere
- Alexandru Borza - Cerastium (1913);
- Alexandru Borza - Fritillaria tenella (1915);
- Alexandru Borza - Saponaria bellidifolia (1916);
- Alexandru Borza - „Melampyrum nemorosus” și formele înrudite (1921);
- Alexandru Borza - Lotus thermalis (1924);
- Alexandru Borza - Vegetația și flora Ardealului (1929);
- Alexandru Borza - Studii fitosociologice în Munții Retezatului (1934);
- Alexandru Borza - Monumentele naturii din Ardealul central și apusean (1942);
- Alexandru Borza - Vegetația Banatului în timpul romanilor (1943);
- Alexandru Borza - Flora și vegetația Văii Sebeșului (Editura Academiei, București, 1959);
- Alexandru Borza, Nicolae Boscaiu - Introducere în studiul covorului vegetal (Editura Academiei, București, 1965);
- Alexandru Borza - Dicționar etnobotanic (Editura Academiei, București, 1968);
- Alexandru Borza - Amintirile turistice ale unui naturalist călător pe trei continente (Editura Sport-Turism, București, 1987).

## Distincții și aprecieri
În 1954 a fost ales președinte de onoare al Congresului Internațional de Botanică de la Paris. Savant de renume european, în 1990 a fost ales membru post-mortem al Academiei Române.

### Distincții
- Ordinul Meritul Cultural în gradul de Cavaler cl. I, pentru știință (23 septembrie 1942)[16]
- titlul de Om de Știință Emerit al Republicii Populare Romîne (31 decembrie 1962) „pentru activitate îndelungată, contribuție în dezvoltarea științei și merite deosebite în dezvoltarea învățământului superior”[17]

## Altele
Episcopul Iuliu Hossu a reușit să-i încredințeze spre păstrare singurul album cu fotografiile realizate de Samoilă Mârza la Marea Adunare de la Alba Iulia, din 1 Decembrie 1918. Acest album a fost redat Episcopiei de Cluj-Gherla în anul 1990, de către Viorica Lascu, fiica profesorului Borza.
Alexandru Borza a fost unul dintre membrii fondatori ai Universității Daciei Superioare. Tot mulțumită lui a fost înființat Parcul Național Retezat.

## Galerie de imagini

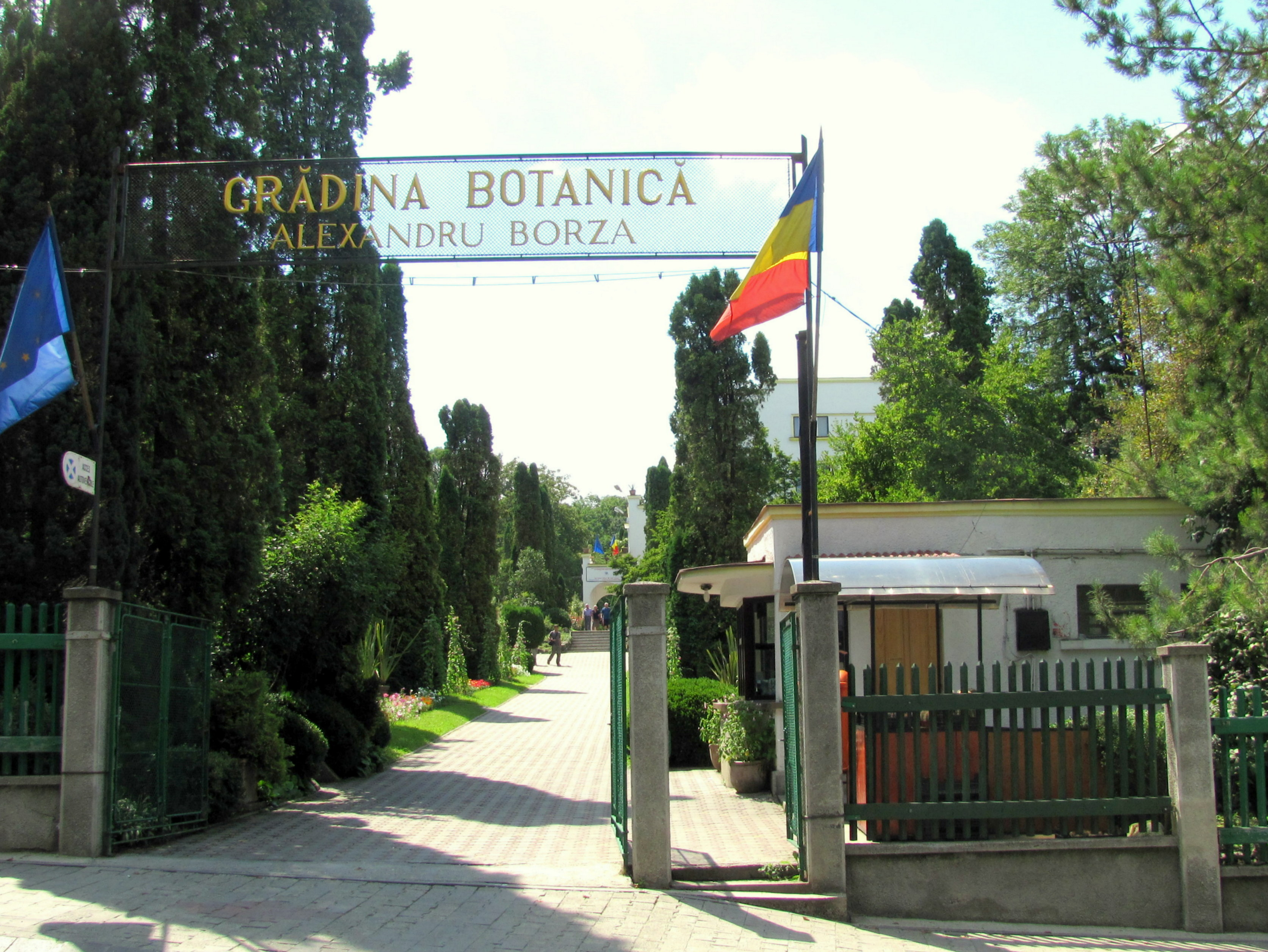
Grădina Botanică "Alexandru Borza" Cluj-Napoca (poarta de acces)
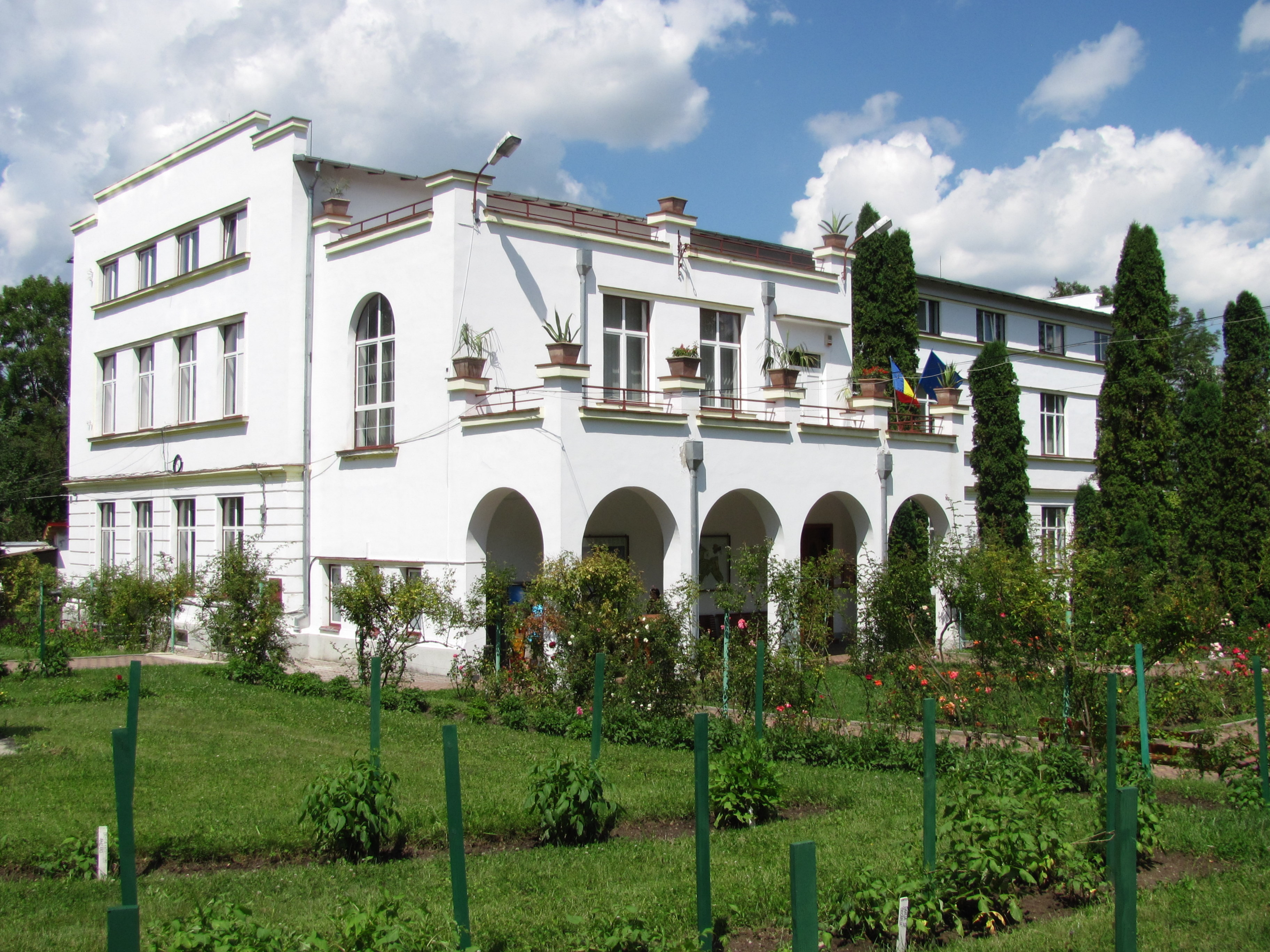
Grădina Botanică "Alexandru Borza" (clădirea Institutului Botanic)
Statuia lui Alexandru Borza din Grădina Botanică "Alexandru Borza" Cluj-Napoca
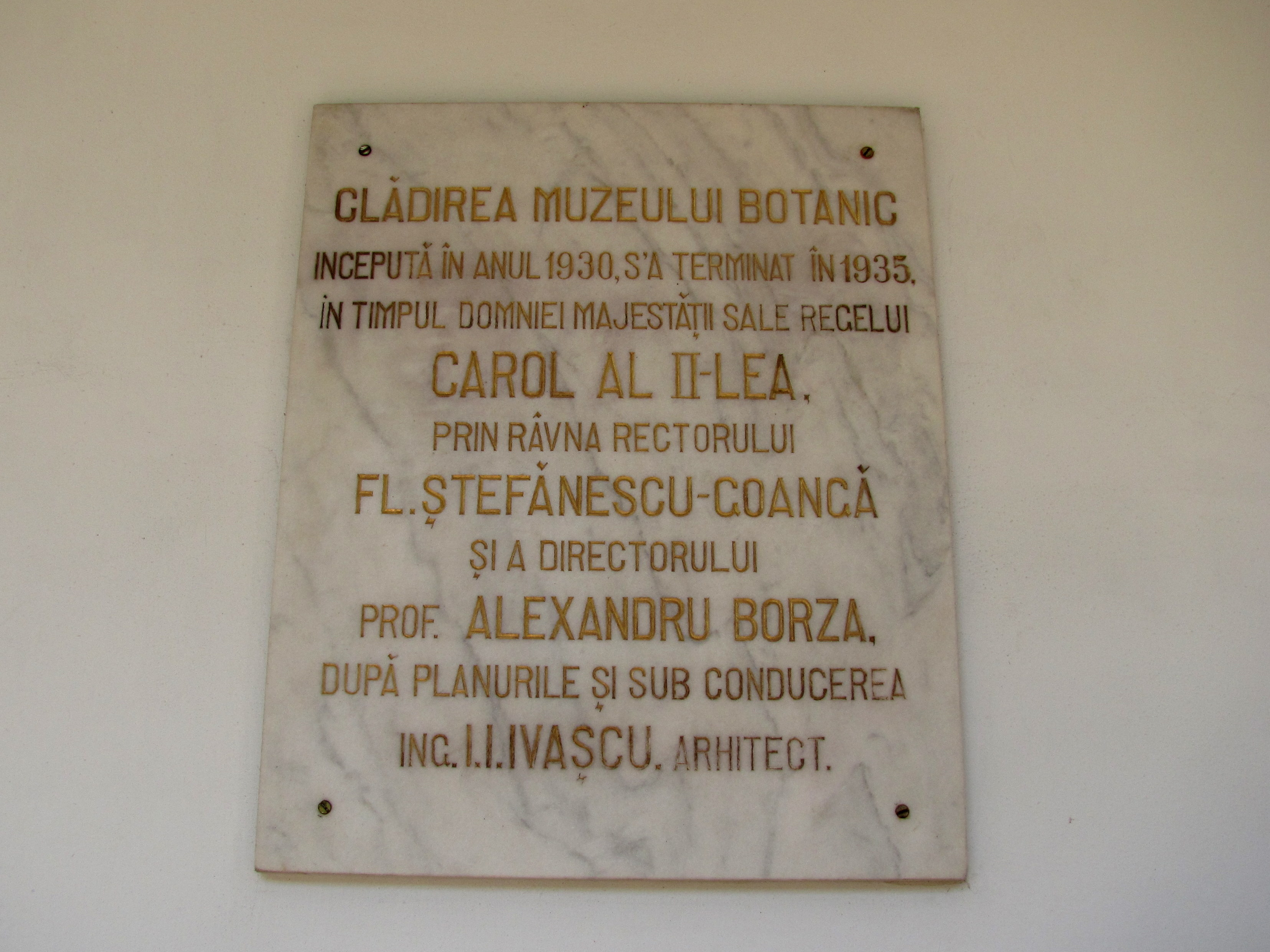
Grădina Botanică "Alexandru Borza" Cluj-Napoca (panou comemorativ).
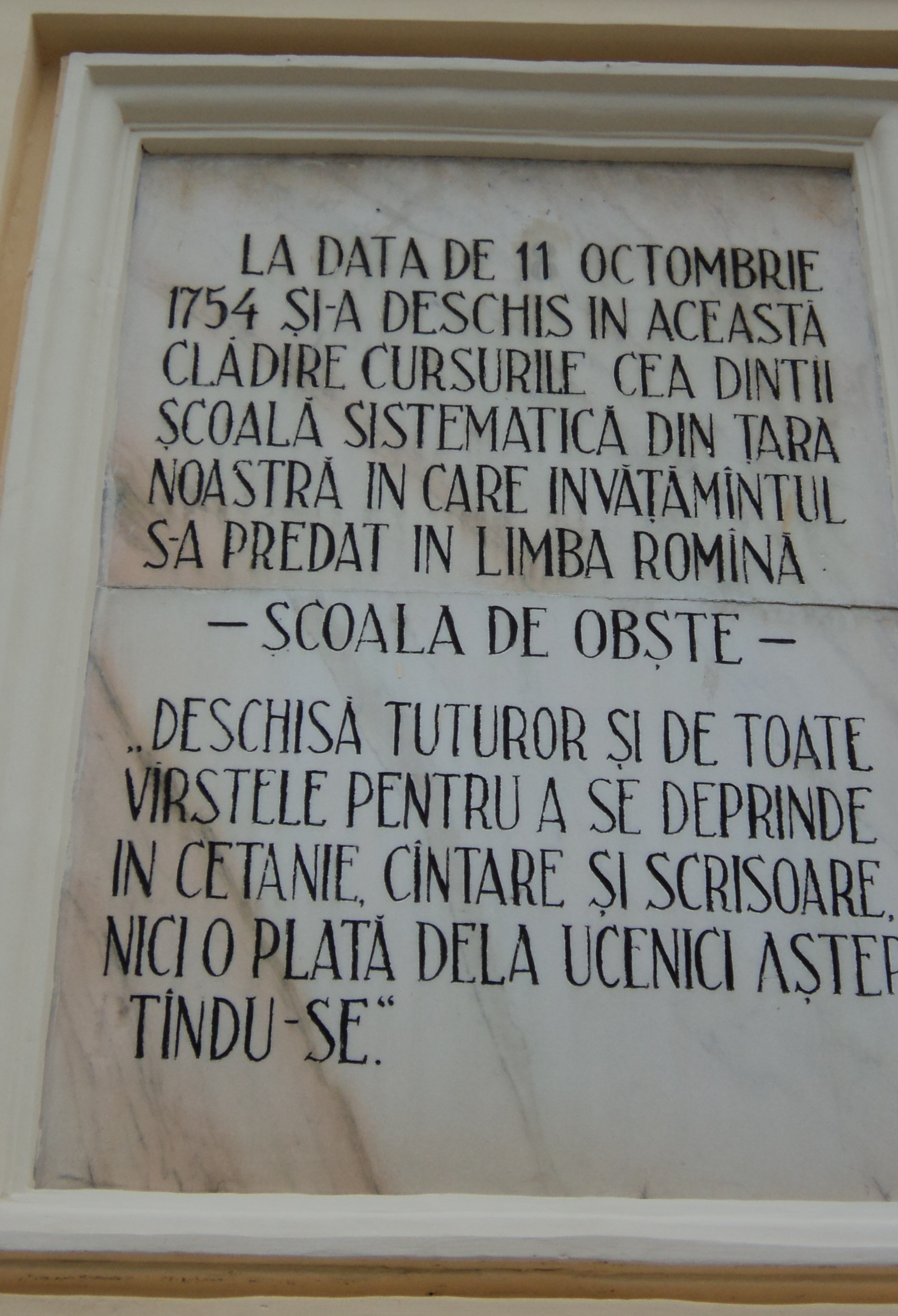
Școala de obște din Blaj, placă memorială.
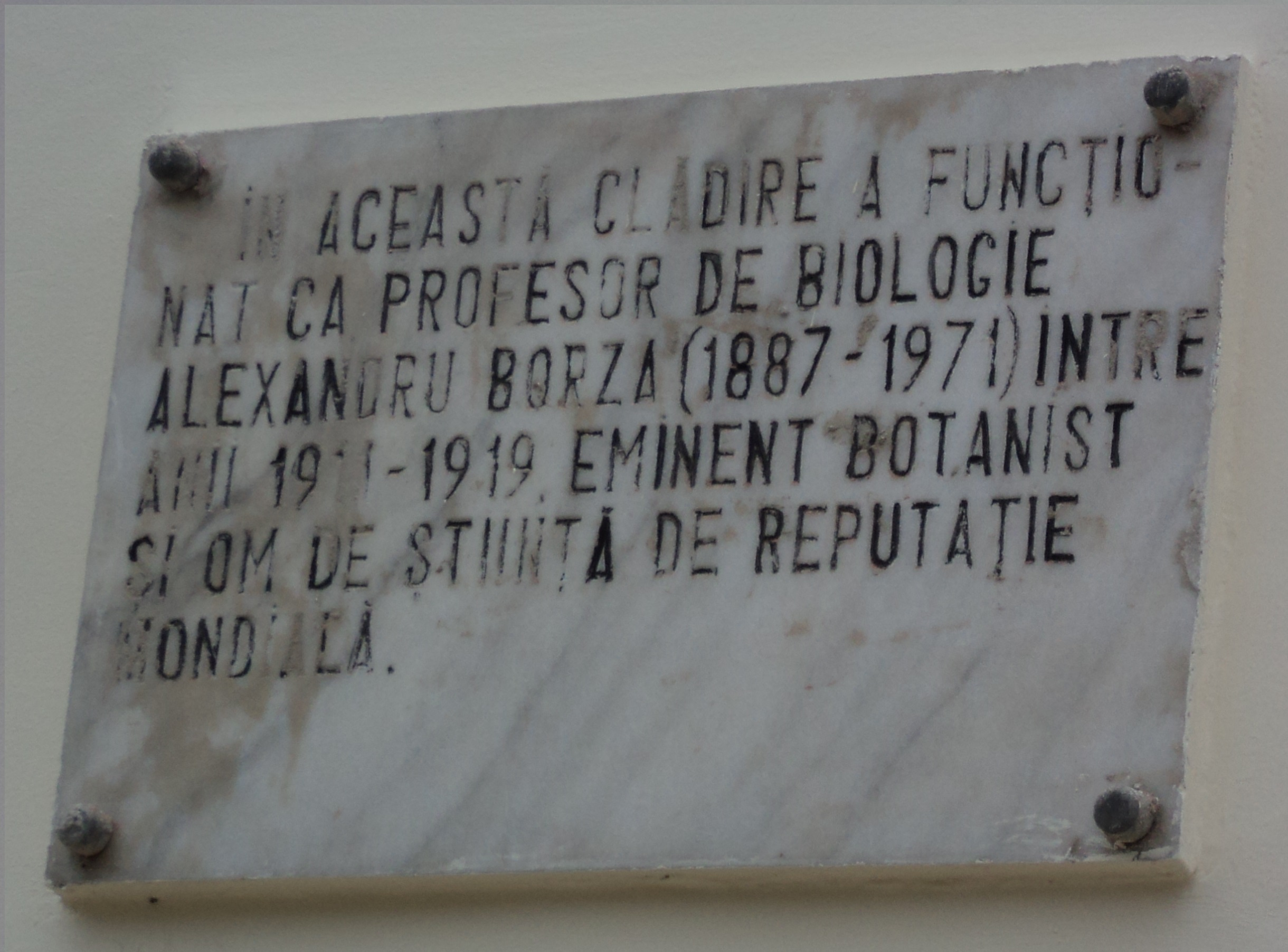
Prof. Alexandru Borza, placa memorială, Școala de Obște din Blaj.
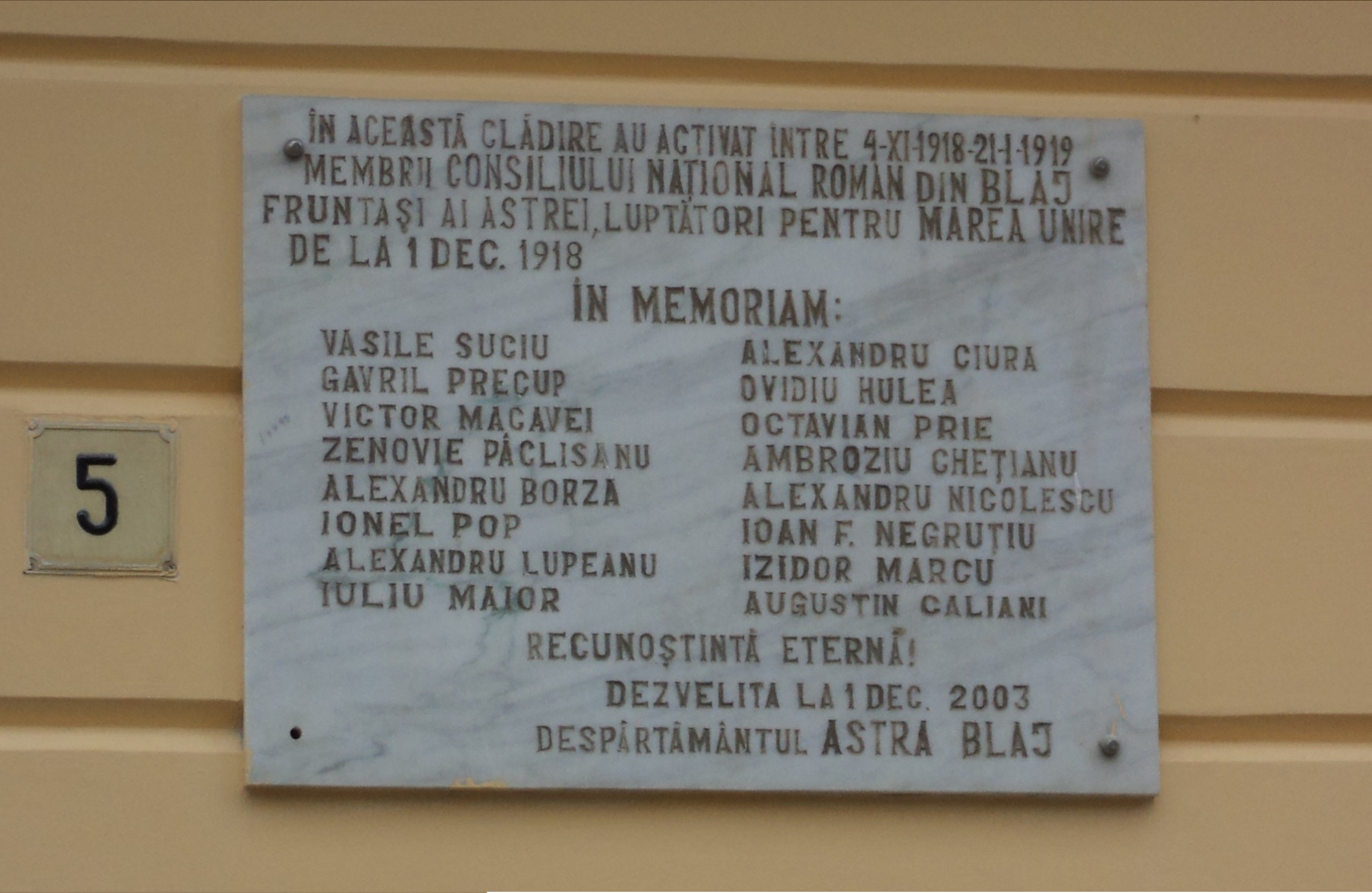
Alexandru Borza, membru al Consiliului Național Român din Blaj, 1918-1919.
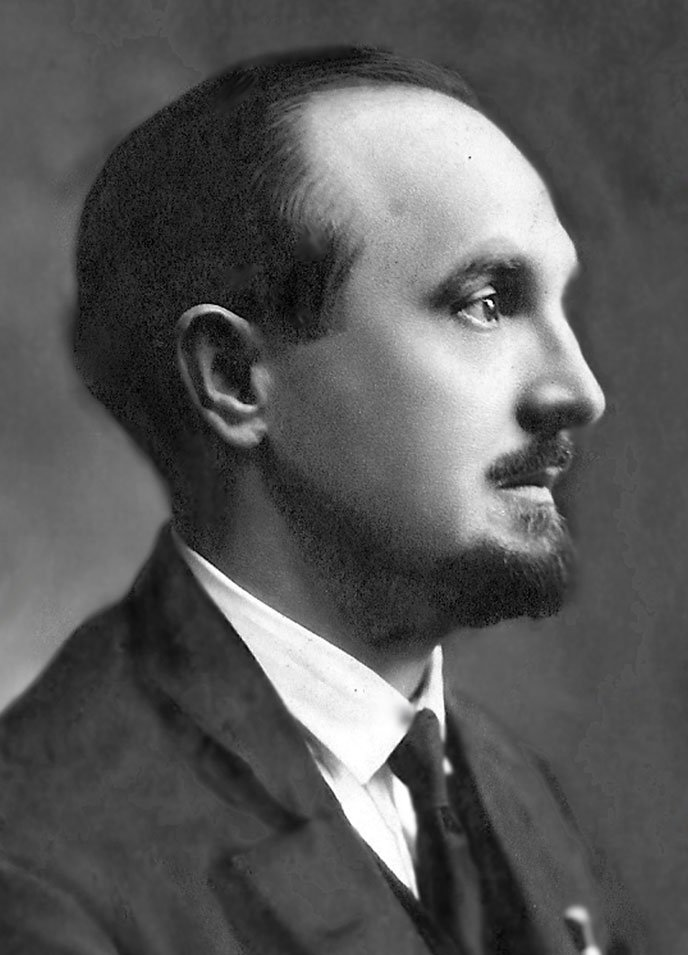
Alexandru Borza în tinerețe.